# Teupin Breuh
Teupin Breuh is een bestuurslaag in het regentschap Aceh Timur van de provincie Atjeh, Indonesië. Teupin Breuh telt 674 inwoners (volkstelling 2010).